# 麓純義

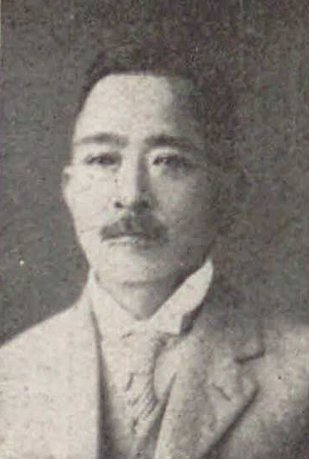
麓純義

麓 純義（ふもと すみよし、元治3年8月28日（1864年9月28日） - 昭和10年（1935年）2月8日）は、日本の衆議院議員（立憲政友会→政友本党）、那覇市長。

## 経歴
大隅国大島郡笠利村（現在の鹿児島県奄美市）出身。東京法学院（現在の中央大学）に入学し、在学中の1889年（明治22年）に代言人試験に合格した。翌年に東京法学院を卒業し、弁護士を開業するが、1892年（明治25年）に那覇地方裁判所が開庁すると、那覇に移って弁護士業務に従事した。
1898年（明治31年）、第5回衆議院議員総選挙に出馬し、当選。以後、第11回・第14回・第15回と4回当選を果たした。その間、1923年（大正12年）から1925年（大正14年）まで、那覇市長を務め、初等教育や社会教育に力を入れた。
その後、1933年（昭和8年）に那覇市会議員に選出され、議長に互選された。

## 著書
- 『聯盟脱退と南洋の委任統治』（新極東社、1934年）